# Ytter-Stormyrtjärnen
Ytter-Stormyrtjärnen är en sjö i Bräcke kommun i Jämtland och ingår i Ljungans huvudavrinningsområde.